# Sri Lanka aux Jeux olympiques
Le Sri Lanka participe aux Jeux olympiques depuis 1948 et a envoyé des athlètes à chaque édition depuis cette date sauf en 1976. Le pays n'a jamais participé aux Jeux d'hiver. De 1948 à 1972, le pays porte le nom de Ceylan. 
Le pays a décroché 2 médailles d'argent aux Jeux olympiques, à chaque fois en athlétisme, par Duncan White en 1948 à Londres et par Susanthika Jayasinghe en 2000 à Sydney.
Le Comité national olympique srilankais a été créé en 1937 et a été reconnu par le Comité international olympique (CIO) la même année.

## Médailles
| Médaille | Nom                   | Jeux         | Sport      | Compétition  |
| -------- | --------------------- | ------------ | ---------- | ------------ |
| Argent   | Duncan White          | Londres 1948 | Athlétisme | 400 m haies  |
| Argent   | Susanthika Jayasinghe | Sydney 2000  | Athlétisme | 200 m femmes |